# Gymnanthes insolita
Gymnanthes insolita är en törelväxtart som beskrevs av Roxana Stinchfield Ferris. Gymnanthes insolita ingår i släktet Gymnanthes och familjen törelväxter. Inga underarter finns listade i Catalogue of Life.